# Elder Park Migrant Hostel

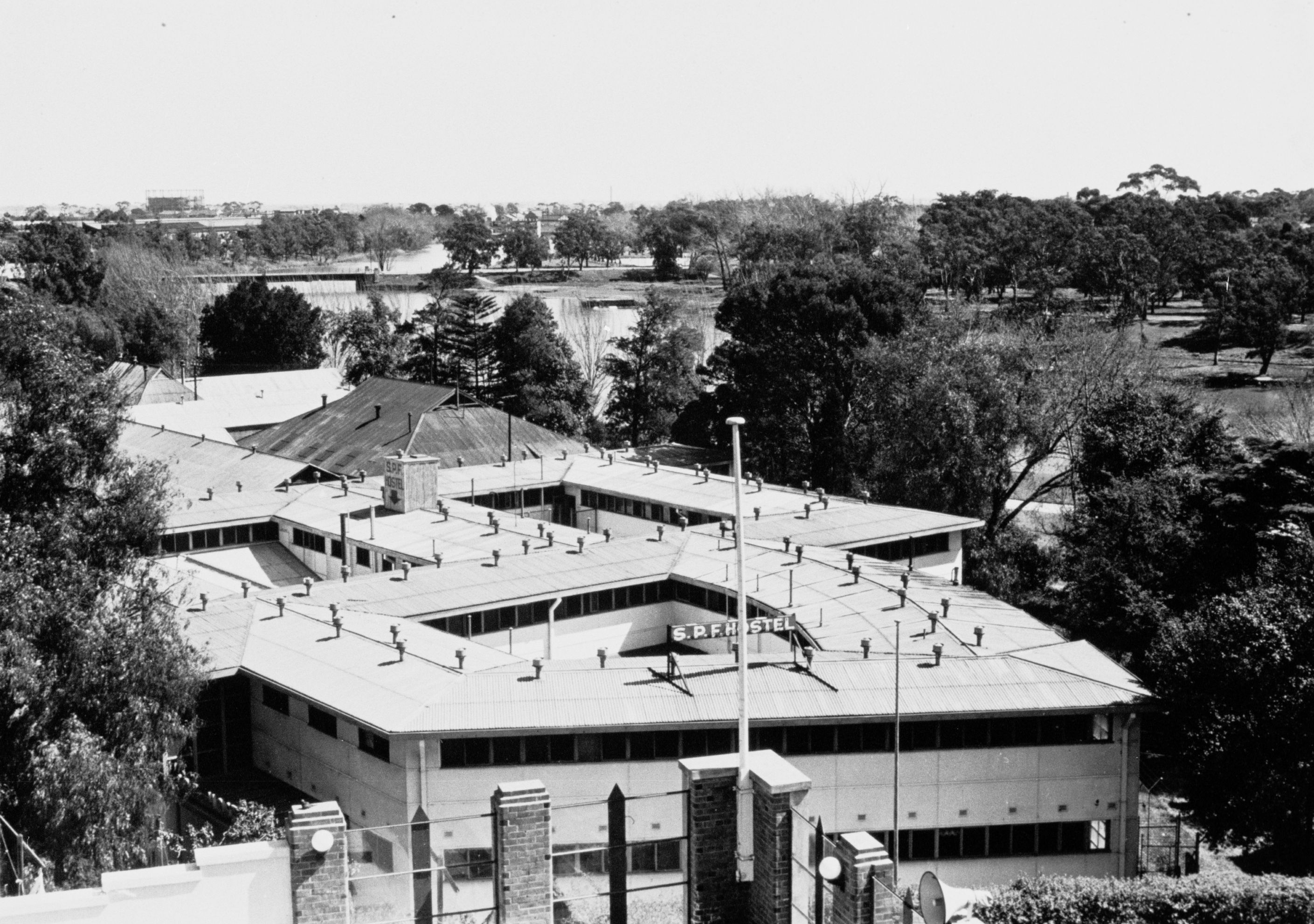
Elder Park Migrant Hostel (1948)

Das Elder Park Migrant Hostel war das erste derartige Hostel, das nach dem Zweiten Weltkrieg in South Australia im Jahr 1947 eröffnet wurde. Es diente Einwanderern und Displaced Persons als Unterkunft unmittelbar nach ihrer Ankunft. Das Hostel befand sich in Adelaide und wurde vor allem zur kurzfristigen Belegung von Einwanderern aus dem Vereinigten Königreich genutzt, seltener – vor allem nur in Einzelfällen – auch von Einwanderern anderer Nationen.

## Vorgeschichte
Nach dem Ende des Zweiten Weltkriegs kamen Zehntausende von Displaced Persons nach Australien. Entsprechend der damaligen Migrations- und Einwanderungspolitik Australiens war die Zuwanderung erwünscht, weil die Regierungen zur wirtschaftlichen Entwicklung Australiens Arbeitskräfte benötigte. Diese Diskussion ging in die Geschichte Australiens ein als Popular or Perish (Bevölkern oder Untergehen). Die Einwanderer wurden damals in South Australia in 12 Migrant Hostels untergebracht, die australische Regierungen betrieben. Daneben gab es auch weitere Unterkünfte von Ministerien, Industrie, Handelsunternehmen für eingewanderte Arbeitnehmer.
Diese Migrant Hostels gab es in weiteren australischen Bundesstaaten, die meisten davon in South Australia. Es gab sie in Gawler, Gepps Cross, Glenelg, Hendon, Mallala, Pennington/Finsbury, Peterborough, Rosewater, Salisbury, Semaphore, Smithfield, Willaston, Whyalla, Woodside und Woodville.

## Namen und Lage
Im Jahr 1947 wurde das Gebäude als SPF Hostel (Schools Patriotic Fund Hostel) in Migrant Hostel umbenannt und erhielt im August 1948 den offiziellen Namen Immigration and Reception Depot, Elder Park.
Das Hostel wurde nach dem Elder Park benannt, ein öffentlicher Park in Adelaide am südlichen Ufer des River Torrens. Es lag im Zentrum des Elder Parks, wo sich heute das Adelaide Festival Centre befindet.

## Baulichkeit
Das Gebäude hatte eine Kapazität von 160 bis 180 Personen. Es gab Einzelzimmer, aber auch Sammelschlafräume für bis zu 14 Personen. Des Weiteren war eine Wäscherei und es waren zwei Räume zum Bügeln vorhanden. In einem gemeinschaftlichen Essensraum gab es Tische, an denen sechs Personen Platz finden konnten. Die Mietkosten variierten und wurden bei Änderungen der Lebenshaltungskosten angepasst. Die Schlafräume waren hellhörig und der Bau war durch Asbestzement belastet.
Der Bau war hauptsächlich für britische Einwanderer vorgesehen und es wurden auch einzelne Displaced Persons aufgenommen. Nach 1951 wurde es von Eisenbahnbauern und ihren Familien und zur Unterbringung von Armeepersonal, das aus Großbritannien kam, verwendet.
Das Hostel diente dem kurzzeitigen Aufenthalt, um entweder zu anderen Migrant Hostels weiter zu reisen oder um sich eine Wohnung zu suchen oder zu erwerben. Es wird aber auch berichtet, dass es vereinzelt auch wochenlange Aufenthalte gab. Im Jahr 1969 wurde es geschlossen.